# Asticta caeca
Asticta caeca är en fjärilsart som beskrevs av Otto Staudinger 1896. Asticta caeca ingår i släktet Asticta och familjen nattflyn. Inga underarter finns listade i Catalogue of Life.